# Stanisław Michalski (działacz robotniczy)
Stanisław Michalski, pseud. Michał, Bismarck, Stanisław Jurkiewicz (ur. 7 listopada 1881 w Zawadzkim Lesie w powiecie łaskim, zm. 14 maja 1966), polski działacz ruchu robotniczego.
Był synem Walentego i Teodory, rolników. Ukończył cztery klasy szkoły powszechnej; po śmierci ojca (1891) wraz z dwiema siostrami wyjechał do Łodzi w poszukiwaniu pracy. Pracował początkowo w przędzalni Geyerów jako zamiatacz. Rychło zaangażował się w działalność socjalistyczną, przez co kilkakrotnie był więziony. Usunięto go również z gimnazjum po 9 miesiącach nauki. W 1902 wstąpił do SDKPiL. Lata 1902-1904 spędził w służbie wojskowej. Po powrocie do Łodzi był organizatorem strajku w Zakładach Przemysłu Bawełnianego J. Kindermana (1905), za co kolejne pół roku był więziony w Łęczycy. Pracował następnie w Fabryce Wyrobów Wełnianych L. Wyszewiańskiego, gdzie jako delegat fabryczny szkolił nowych członków SDKPiL. W 1907 z ramienia partii uczestniczył w V Zjeździe Socjaldemokratycznej Partii Robotniczej Rosji w Londynie. Aresztowany po powrocie po raz kolejny, z pomocą członków SDKPiL udało mu się uciec; schronił się poza krajem, a władze carskie wydały na niego zaoczny wyrok śmierci.
Początkowo przebywał w Saksonii, gdzie pracował jako tkacz (w Meerane). W 1909 wyjechał do Porto Alegre w Brazylii. Obok pracy w fabryce zajmował się tam organizacją ruchu robotniczego, w związku z czym kilkakrotnie był zwalniany z pracy i musiał zmieniać miejsce zamieszkania. W 1910 powrócił do Europy. Pracował w Bremie, następnie w Werdau (Saksonia), wreszcie w Forst (Łużyce). Po wybuchu I wojny światowej, jako poddany rosyjski, został na krótko aresztowany. W 1918 nawiązał kontakt z Karlem Liebknechtem i organizował w Forst radę delegatów robotniczych.
Po wojnie powrócił do Łodzi. Był członkiem Komunistycznej Partii Polski, gdzie działał we frakcji związków zawodowych i komitetach strajkowych. Pracował w łódzkich fabrykach, kontynuując to zajęcie także w czasie II wojny światowej. W 1945 został członkiem PPR i kierownikiem jednej z fabryk w Łodzi. Od 1948 należał do PZPR. Został odznaczony Orderem Sztandaru Pracy I klasy. Jego wspomnienia Na obu brzegach Atlantyku ukazały się w zbiorze Wspomnienie weteranów rewolucji 1905 i 1917 roku (Łódź 1967, pod redakcją Z. Spieralskiego).